# Criptomelana
La criptomelana és un mineral de la classe dels òxids, que pertany al grup de la coronadita. Va ser anomenada l'any 1942 per part de Wallace E. Richmon i Forrest A. Gonyer a partir de les paraules gregues κρυπτός, kryptos, "amagat, secret"; i μέλας, melas, "negre, obscur" degut al fet que la identitat d'aquest mineral comú, negre, de manganès havia passat desapercebuda dins d'un grup d'òxids de manganès; tot i que no va ser aprovada com a espècie vàlida per l'Associació Mineralògica Internacional fins a l'any 1982.

## Característiques
La criptomelana és un òxid de potassi i manganès de fórmula química K(Mn₇4+Mn3+)O16. Cristal·litza en el sistema monoclínic, els cristalls són rarament subeuèdrics, de fins a 2 mm, normalment forma masses compactes de gra fi, botrioidals (en forma de grans de raïm) o agregats radials fibrosos, tots en el mateix espècimen. La seva duresa a l'escala de Mohs és de 5 a 6,5.
Segons la classificació de Nickel-Strunz, la criptomelana pertany a «04.DK: Òxids amb proporció Metall:Oxigen = 1:2 i similars, amb cations grans (+- mida mitjana); estructures de túnel» juntament amb els següents minerals: akaganeïta, coronadita, hol·landita, manjiroita, mannardita, priderita, redledgeita, henrymeyerita, estronciomelana, romanechita i todorokita.

## Formació i jaciments
La criptomelana és abundant en els dipòsits de manganès oxidat omplint espais buits o reemplaçant minerals primaris que continguin manganès i és sovint reemplaçada per altres minerals secundaris de manganès.
Els jaciments de criptomelana tenen una àmplia distribució mundial. A Catalunya se n'ha trobat a la mina Serrana, a El Molar (Priorat, Tarragona).
Sol trobar-se associada amb altres minerals com: pirolusita, nsutita, braunita, calcofanita, manganita i altres òxids de manganès.